# Rías Baixas (vino)
Rías Baixas es una de las cinco denominaciones de origen de vino existentes en Galicia (España). Se creó en 1980 como denominación específica y en 1988 fue reconocida como denominación de origen.
Los viñedos ocupan una superficie de alrededor de 4.320 hectáreas, que pertenecen a 179 bodegas. Esta denominación es la mayor productora gallega, ya que 55 de sus bodegas producen más de 25.000 litros y unas veinte superan los 75.000. La producción total supera los 10 millones de litros.

## Subzonas
Se divide en cinco subzonas: Valle de Salnés, Condado de Tea, El Rosal, Sotomayor y Ribera del Ulla. La uva albariño es su producción monovarietal de más éxito. La producción es de baja graduación, de vino blanco y sin crianza, y se exporta cada a mercados como los de Alemania, Estados Unidos, México,  Reino Unido, Francia, Suiza, Japón y Suecia, aparte del resto de España.

## Tipos de vinos

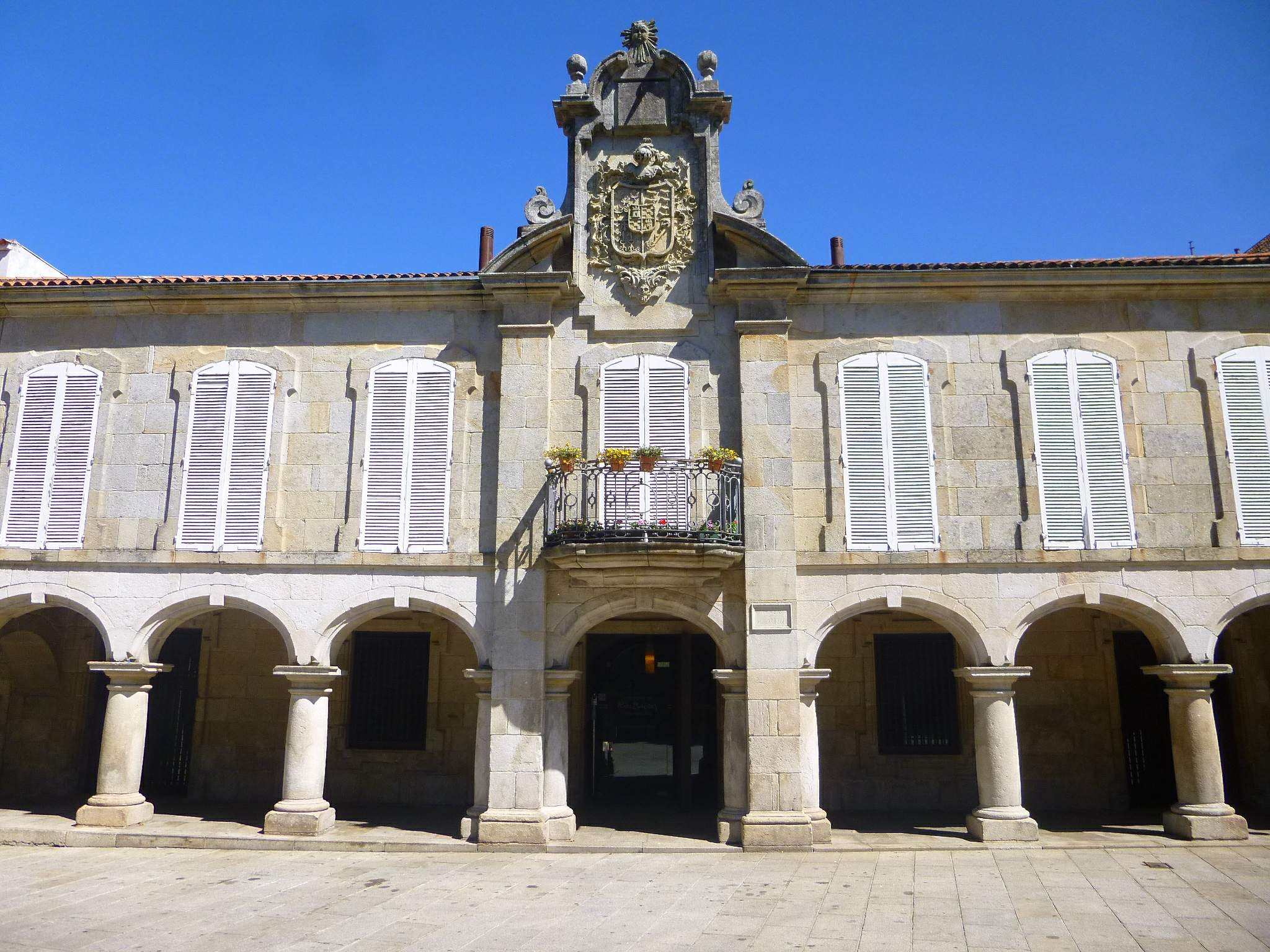
Pazo de Mugartegui, sede del Consejo Regulador Rías Baixas (Pontevedra).

Rías Baixas Albariño: Vino monovarietal elaborado con el 100% de uvas de la variedad Albariño.
Rías Baixas Condado de Tea: Elaborado con uvas de las variedades Albariño y Treixadura en 70% como mínimo, siendo el resto de las demás variedades admitidas, todas ellas producidas en la subzona del Condado do Tea.
Rías Baixas Rosal: Elaborado a partir de uvas de las variedades de Albariño y Loureira en un 70% como mínimo, siendo el resto de las demás variedades admitidas, todas ellas producidas en la subzona de O Rosal.
Rías Baixas Val do Salnés: Elaborado a partir de uvas de las variedades de Albariño en un 70% como mínimo, siendo el resto de las demás variedades admitidas, todas ellas producidas en la subzona Val do Salnés.
Rías Baixas Ribeira do Ulla: Elaborado a partir de uvas de las variedades de Albariño en un 70% como mínimo, siendo el resto de las demás variedades admitidas, todas ellas producidas en la subzona Ribeira do Ulla.
Rías Baixas: Elaborado a partir de las variedades blancas reconocidas, producidas en cualquiera de las subzonas, utilizando al menos un 70% de uvas de las variedades preferentes.
Rías Baixas Barrica: Procedente de vinos definidos anteriormente, que en su proceso de elaboración permanece en envases de madera de roble, por un periodo mínimo de tres meses.
Rías Baixas Tinto: Elaborado a partir de las variedades tintas reconocidas, producidas en cualquiera de las subzonas, y en las proporciones que se estimen adecuadas.
Rías Baixas Espumoso: Elaborado a partir de las variedades reconocidas, producidas en cualquiera de las subzonas, cumpliendo los límites analíticos estipulados en el Reglamento del Consejo Regulador, la normativa nacional y comunitaria referente a los vinos espumosos de calidad y los que se establezcan en el Manual de calidad.

## Historia
Originaria de climas húmedos y con poca insolación, se especulaba con que la uva Albariño (las más utilizada en la producción de esta DO) fuese importada desde la cuenca del Rin por monjes del Monasterio de Armenteira pertenecientes a la Orden del Císter en el siglo XII. Esa teoría ha sido prácticamente descartada, e incluso hubo quien opinara, dada la cantidad de clones distintos que había de la variedad albariña, que el camino de las cepas fue el contrario, de Galicia a Alemania. Hoy en día exámenes genéticos descartan cualquiera de las dos teorías.
La denominación de origen protegida Rías Baixas obtuvo su registro ante la Unión Europea el 7 de octubre de 1989. También cuenta con registro ante la Organización Mundial de la Propiedad Intelectual desde 22 de junio de 2021.

## Viticultura
Las vides se plantan sobre pérgolas de granito llamadas parrales con el objetivo de protegerlas de la humedad y ofrecer mayor superficie de la planta a la insolación.